# NGC 4524
NGC 4524 في الفهرس العام الجديد، هي مجرة، تقع في كوكبة الغراب (كوكبة). اكتشفت في 9 مارس 1828 بواسطة جون هيرشل.

## روابط خارجية
- NGC 4524 على موقع ويكي سكاي: DSS2, SDSS, GALEX, IRAS, Hydrogen α, X-Ray, Astrophoto, Sky Map, Articles and images